# Железничка станица Заблаће
Железничка станица Заблаће је од железничких станица на прузи Краљево—Пожега. Налази се у насељу Заблаће у граду Чачку. Пруга се наставља у једном смеру ка Чачку и у другом према према Мршинцима. Железничка станица Заблаће састоји се из 3 колосека.